# Aeroportul Ayapel
Aeroportul Ayapel (IATA: AYA, ICAO: SKOY) este un aeroport din Córdoba⁠(d), Columbia.
Situat la o altitudine de 24 m, aeroportul dispune de o singură pistă.